# Всемирный день аудиовизуального наследия
Всемирный день аудиовизуального наследия — праздник, ежегодно отмечаемый 27 октября. Этот памятный день был выбран Организацией Объединенных Наций по вопросам образования, науки и культуры (ЮНЕСКО) в 2005 году для повышения осведомлённости о значимости и рисках сохранения звукозаписи и аудиовизуальных документов (фильмов, музыкальных и видеозаписей, радио- и телевизионных программ). Во многих странах проводятся мероприятия, организуемые национальными и региональными звуковыми и киноархивами, вещательными компаниями, музеями и библиотеками, а также крупными аудиовизуальными ассоциациями, включая Ассоциацию архивистов движущихся изображений (AMIA), Международный архивный совет (ICA), Международную ассоциацию звуковых и аудиовизуальных архивов (IASA) и Международную федерацию киноархивов (FIAF).